# Michał Elwiro Andriolli

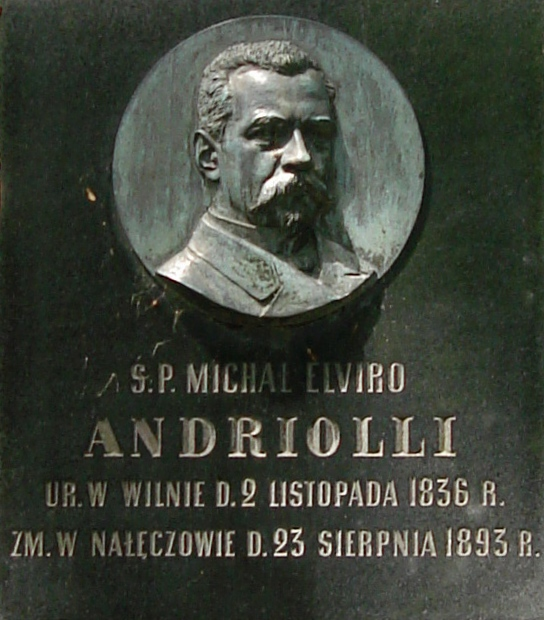
Tablica nagrobna z cmentarza w Nałęczowie

Michał Elwiro Andriolli – metrykalnie Elwiro Michał Andriolli (ur. 14 listopada 1836 roku w Wilnie, zm. 23 sierpnia 1893 roku w Nałęczowie) – polski rysownik, ilustrator i malarz, przedstawiciel romantyzmu. Mąż rzeźbiarki Natalii Andriolli z d. Tarnowskiej.

## Rodzina
Elwiro (Elwiryon) Michał Andriolli był synem Francesca Andriollego oraz polskiej szlachcianki herbu Nowina Petroneli Gośniewskiej córki Michała i Anny Toszewskiej.
Ojciec Elwiro Michała Andriollego – Francesco Andriolli urodził się w 1794 r. w Brentonico w pobliżu miasta Rovereto w Tyrolu, obecnie leżącym we Włoszech. W 1812 r. uczestniczył w kampanii napoleońskiej, a po klęsce Wielkiej Armii, w randze kapitana, trafił do niewoli rosyjskiej. W 1818 osiadł w Wilnie, gdzie wkrótce rozpoczął współpracę z „Kurierem Litewskim”, nazywając się „artystą wydoskonalonym w snycerstwie tak z drzewa, jako też i z kamienia”. W 1827 przyjął poddaństwo rosyjskie i wkrótce się ożenił. W 1832 Francesco Andriolli złożył w Wilnie egzamin uprawniający go do wykonywania zawodu dekoratora i malarza oraz do wykładania rysunku w szkołach powiatowych. Po przedłożeniu kilku prac do oceny przez Cesarską Akademię Sztuk Pięknych w Petersburgu, w 1839 zdobył wysoko ceniony dyplom akademii. Francesco Andriolli zmarł pod koniec lat sześćdziesiątych, miał pięcioro dzieci, z których Erminio (starszy brat Elwira), Adela (młodsza siostra Elwira) oraz Elwiro dożyli pełnoletniości.

## Życiorys

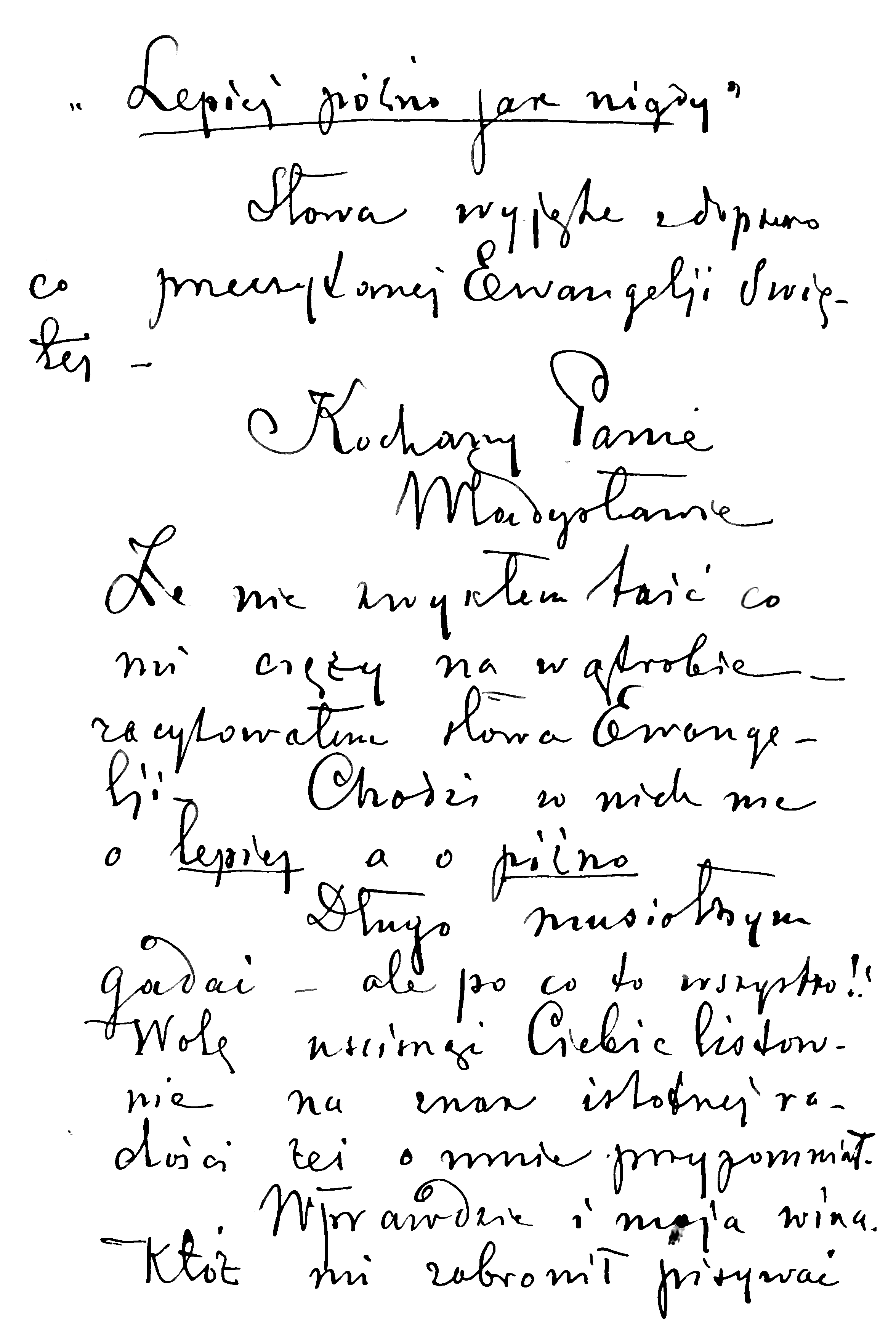
List Andriollego do Władysława Bełzy

Elwiro Michał Andriolli, według metryki chrztu Elwiryon Michał Andriolli, według oficjalnych dokumentów Elwiro (Elwir) Michał Andriolli lub Elwiro Francewicz Andriolli, znany również jako Michał Elwiro Andriolli, Michał Andriolli lub Michał Francewicz Andriolli jest jednym z najbardziej rozpoznawalnych ilustratorów literatury polskiej i obcej drugiej połowy XIX w. Artysta urodził się w Wilnie 14 listopada 1836, a 5 grudnia tegoż roku został ochrzczony w wileńskim kościele (wg kalendarza juliańskiego odpowiednio 2 listopada i 23 listopada 1836). Pierwszym po ojcu mistrzem i nauczycielem chłopca był zamożny ziemianin, utalentowany malarz oraz rysownik Antoni Zaleski, który wywarł ogromny wpływ na rozwój zainteresowań przyszłego artysty.
W latach 1855–1858 studiował Andriolli w Moskiewskiej Szkole Malarstwa i Rzeźby pod kierunkiem S. Zaranki oraz w Cesarskiej Akademii Sztuk Pięknych w Sankt Petersburgu, a od 1861 w Akademii Świętego Łukasza w Rzymie. W 1857 roku za Portret studenta Akademia w Petersburgu nadała mu tytuł „niekłassnyj chudożnik”.
Andriolli uczestniczył w powstaniu styczniowym w oddziale Ludwika Narbutta. Po klęsce insurekcji ukrywał się pod nazwiskiem Malinowski, a następnie Brzozowski; w październiku aresztowano go w Petersburgu. Po aresztowaniu w 1864 uciekł z więzienia i przedostał się do Londynu, a następnie do Paryża. Do kraju wrócił jako emisariusz Komitetu Emigracji Polskiej; w 1866 ponownie został aresztowany i zesłany do Wiatki w środkowej Rosji. Ułaskawiony w 1871, przyjechał do Warszawy, gdzie pracował jako ilustrator.
W 1873 zakupił ziemię i zamieszkał w Stasinowie koło ówczesnego Nowomińska (dziś w granicach Mińska Mazowieckiego). W 1877 poślubił młodszą o 19 lat Natalię Tarnowską. Nowe wyzwania oraz tragiczne wydarzenie z 1878 roku – śmierć półtorarocznej córeczki, a następnie śmierć matki, a także krajobrazowe zafascynowanie doliną Świdra przyczyniły się do zmiany miejsca pobytu.
W 1880 osiedlił się na północ od Karczewa, w folwarku Anielin (ok. 200 hektarów na terenie dzisiejszego Otwocka i Józefowa), zakupionym od Zygmunta Kurtza, byłego właściciela majątku Otwock Wielki. W swojej posiadłości nad Świdrem artysta wybudował według własnych projektów oprócz swej willi również kilkanaście domów na wynajem, nadając im specyficzny styl, dla którego określenia przyjęła się później nazwa świdermajer, wymyślona już w XX wieku przez Konstantego Ildefonsa Gałczyńskiego (forma pośrednia pomiędzy stylem mazowieckim i szwajcarskich schronisk alpejskich). Andriolli był prekursorem działalności letniskowej i wypoczynkowej na terenie dzisiejszego Józefowa, Świdra i Otwocka, czym istotnie przyczynił się do rozwoju tych miejscowości.
W marcu 1883 artysta wyjechał razem z żoną do Paryża, gdzie zamieszkali u Władysława Mickiewicza – najstarszego syna Adama Mickiewicza. Do 1886 pracował jako ilustrator przede wszystkim dla wydawców Firmin-Didot i Hachette. Jego małżeństwo z Natalią, na które mocno wpłynęła śmierć małoletniej córki, zakończyło się ostatecznie w 1887. Para rozwiodła się z orzeczeniem winy po jego stronie. Andriolli żył i pracował w różnych krajach, współpracował i przyjaźnił się z wieloma polskimi pisarzami, publicystami i osobami powszechnie znanymi.
Od 1871 jego losy były związane z Warszawą, a także z obszarami południowo-wschodniego Mazowsza, do których należą dzisiejsze miejscowości: Mińsk Mazowiecki, Kałuszyn, Karczew, Otwock i Józefów, oraz odleglejszy Nałęczów, gdzie twórca zmarł i został pochowany.

## Twórczość artystyczna

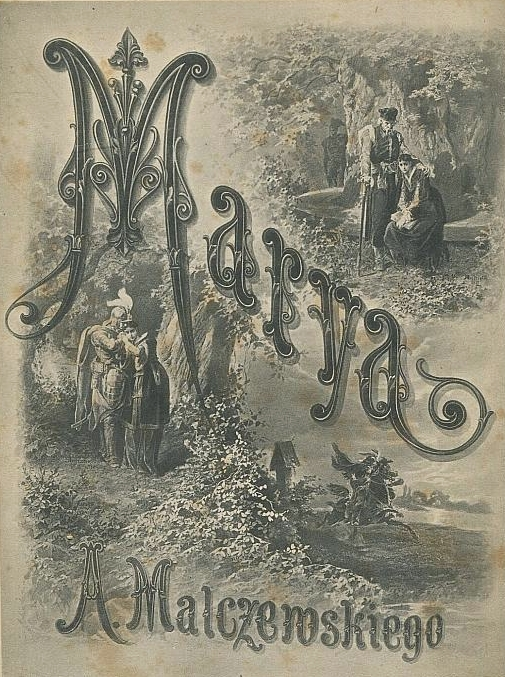
Okładka powieści Maria Antoniego Malczewskiego (1876) autorstwa Michała Andriollego

Andriolli specjalizował się w malarstwie oraz grafice. Posługiwał się głównie ołówkiem, tuszem oraz gwaszem. Współpracował m.in. z polskimi czasopismami ilustrowanymi: „Tygodnik Illustrowany”, „Kłosy”, „Tygodnik Powszechny”, „Biesiada Literacka”, „Wieniec”, dla których wykonał wiele ilustracji przedstawiających obiekty zbudowane na ziemiach Rzeczypospolitej (znajdujących się na obecnych terytoriach Polski, Litwy, Ukrainy i Białorusi) – wielu już dziś nieistniejących.
Był wziętym ilustratorem książkowym, który współpracował z warszawskimi, paryskimi i londyńskimi wydawcami. Spośród najbardziej znanych utworów literatury polskiej i obcej ilustrowanych przez Andriollego, należy wymienić takie jak: Stara baśń J.I. Kraszewskiego, Lilla Weneda J. Słowackiego, Meir Ezofowicz E. Orzeszkowej, Urodzony Jan Dęboróg W. Syrokomli, Pamiętniki kwestarza I. Chodźki, Marya A. Malczewskiego oraz Ostatni z Mohikanów J.F. Coopera, Legenda wieków W. Hugo czy Romeo i Julia W. Szekspira. Artysta intensywnie pracował nad obrazami do dzieł Adama Mickiewicza, będąc autorem m.in. najbardziej znanych i dotąd najpopularniejszych ilustracji do Pana Tadeusza.
Osobną część twórczości Andriollego stanowi malarstwo olejne, w szczególności malarstwo religijne. Andriolli wykonał obrazy dla świątyń prawosławnych w Wiatce (Kirów, Rosja) i dla kościołów katolickich w Karczewie, Kownie, Nowogrodzie i Kałuszynie oraz w okolicy Otwocka.
Jego cykle ilustracyjne wprawdzie formalnie pokrewne były podobnej twórczości Gustawa Doré, lecz silnie osadzone w polskiej tradycji i obyczajowości, reprezentatywne dla rodzimej kultury szlacheckiej. Fantazyjne i o brawurowym rysunku, dokumentowały również codzienność życia Warszawy (dla czasopism Andriolli pisywał ilustrowane korespondencje). Jednakże wskutek uporczywego pozostawania w tej samej konwencji i maniery powielania kompozycji wcześniejszych, artysta w ostatnim dziesięcioleciu stopniowo tracił popularność w kraju.
Prace swe wystawiał na Salonach paryskich, w petersburskiej Akademii Sztuk Pięknych i w warszawskiej „Zachęcie”, jak również na licznych ekspozycjach indywidualnych.

## Spuścizna Andriollego
- Grafika i malarstwo[9][15][19][22][20].
- Architektura świdermajer, styl nadświdrzański (świdermajer), wilegiatura linii otwockiej[16][17][18][23][24].

## Ilustracje w wydaniach utworów

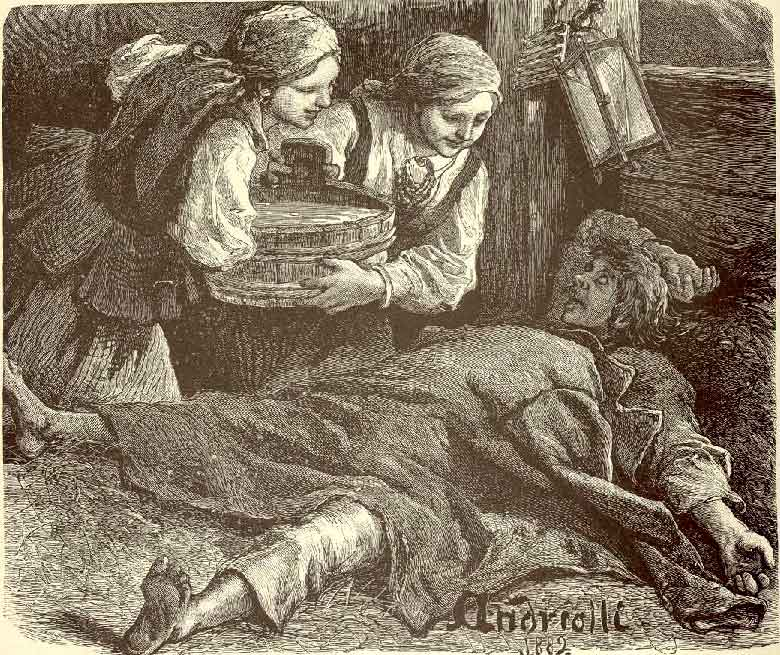
Dyngus

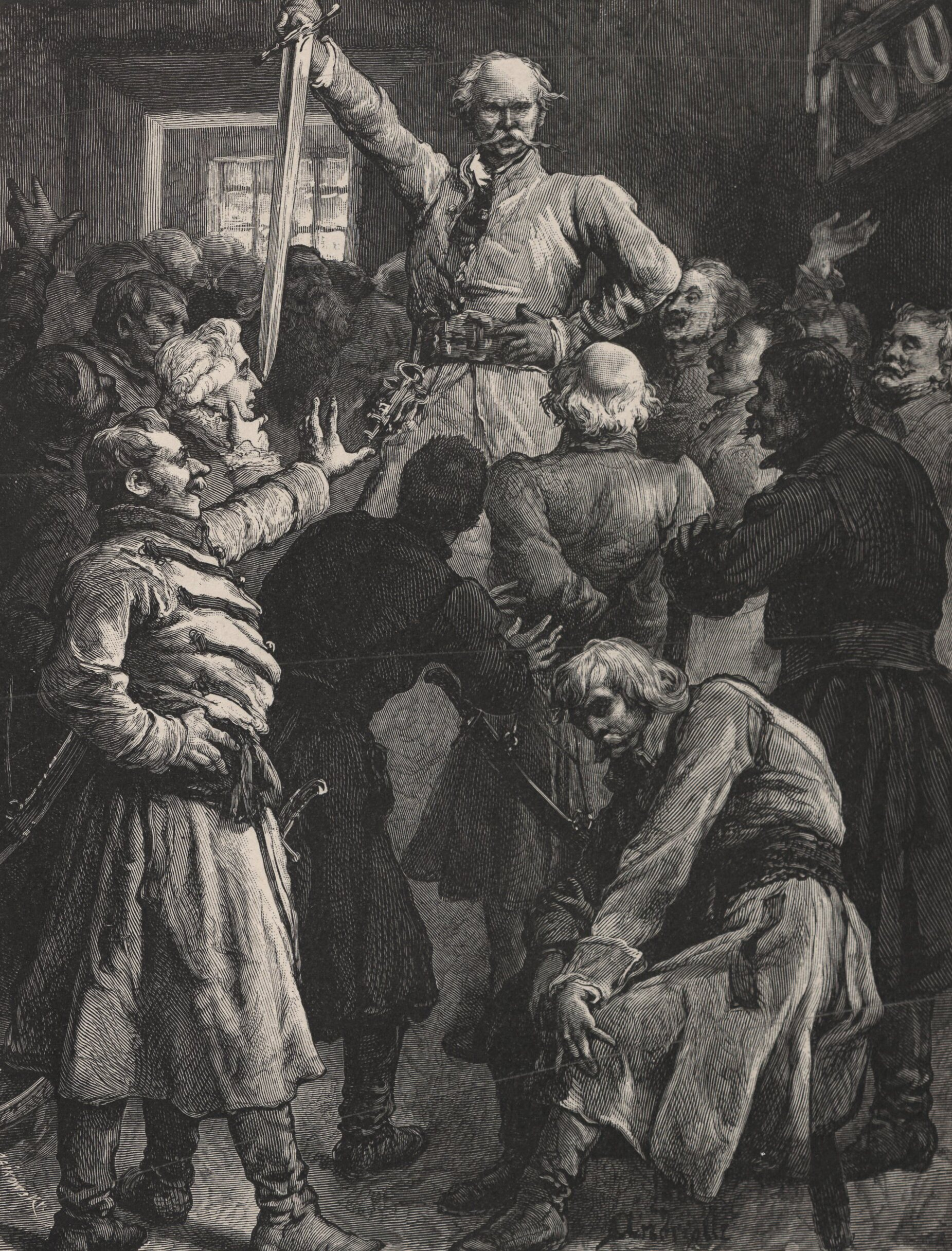
Pan Tadeusz

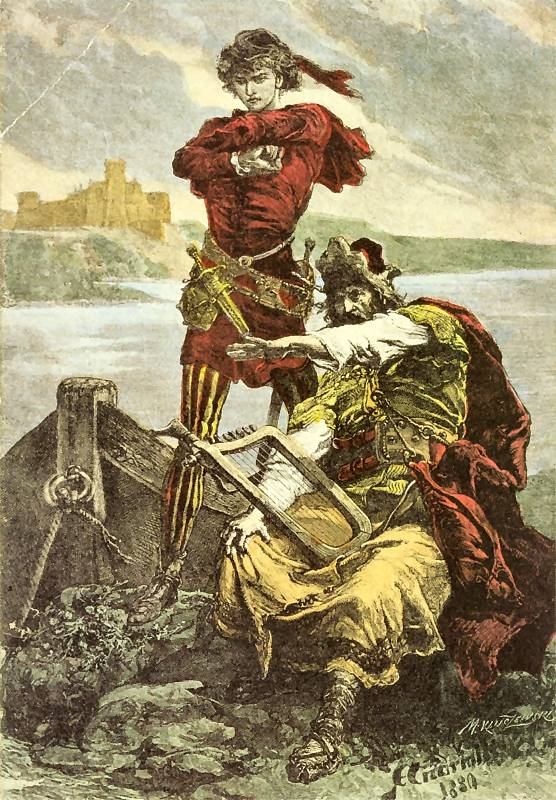
Konrad Wallenrod

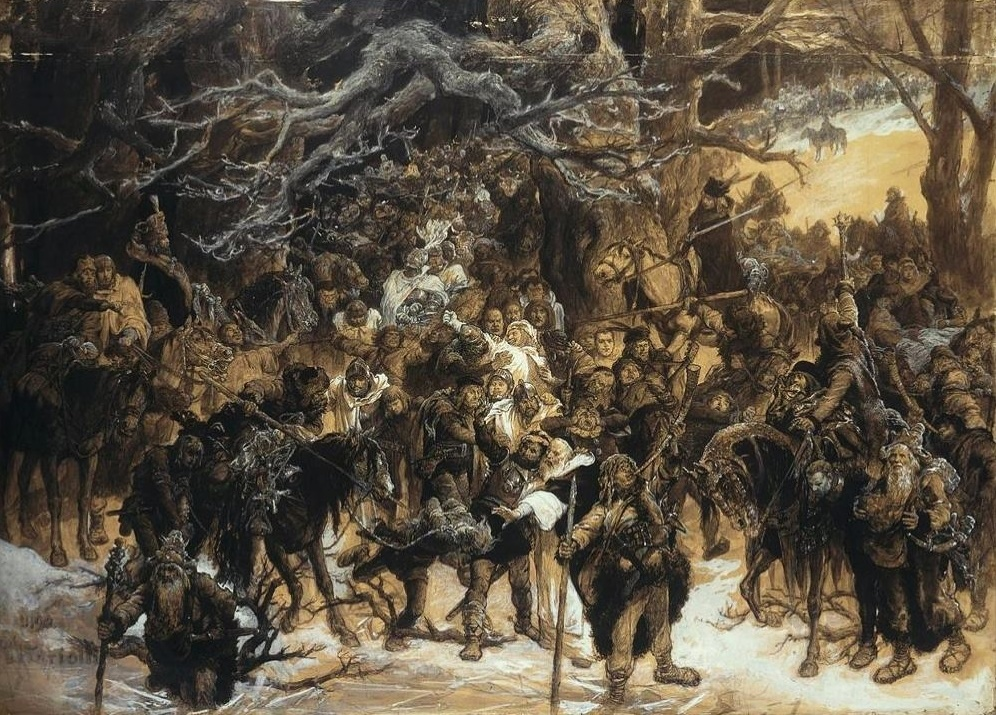
Konrad Wallenrod – cz. IV, Powrót Litwinów

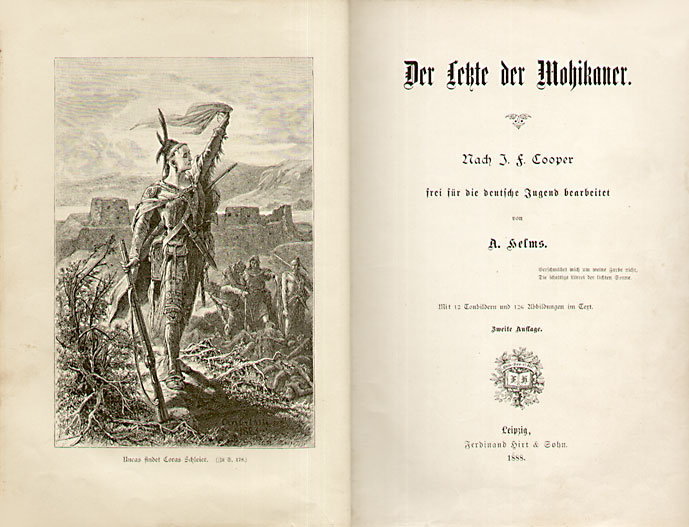
Ostatni Mohikanin

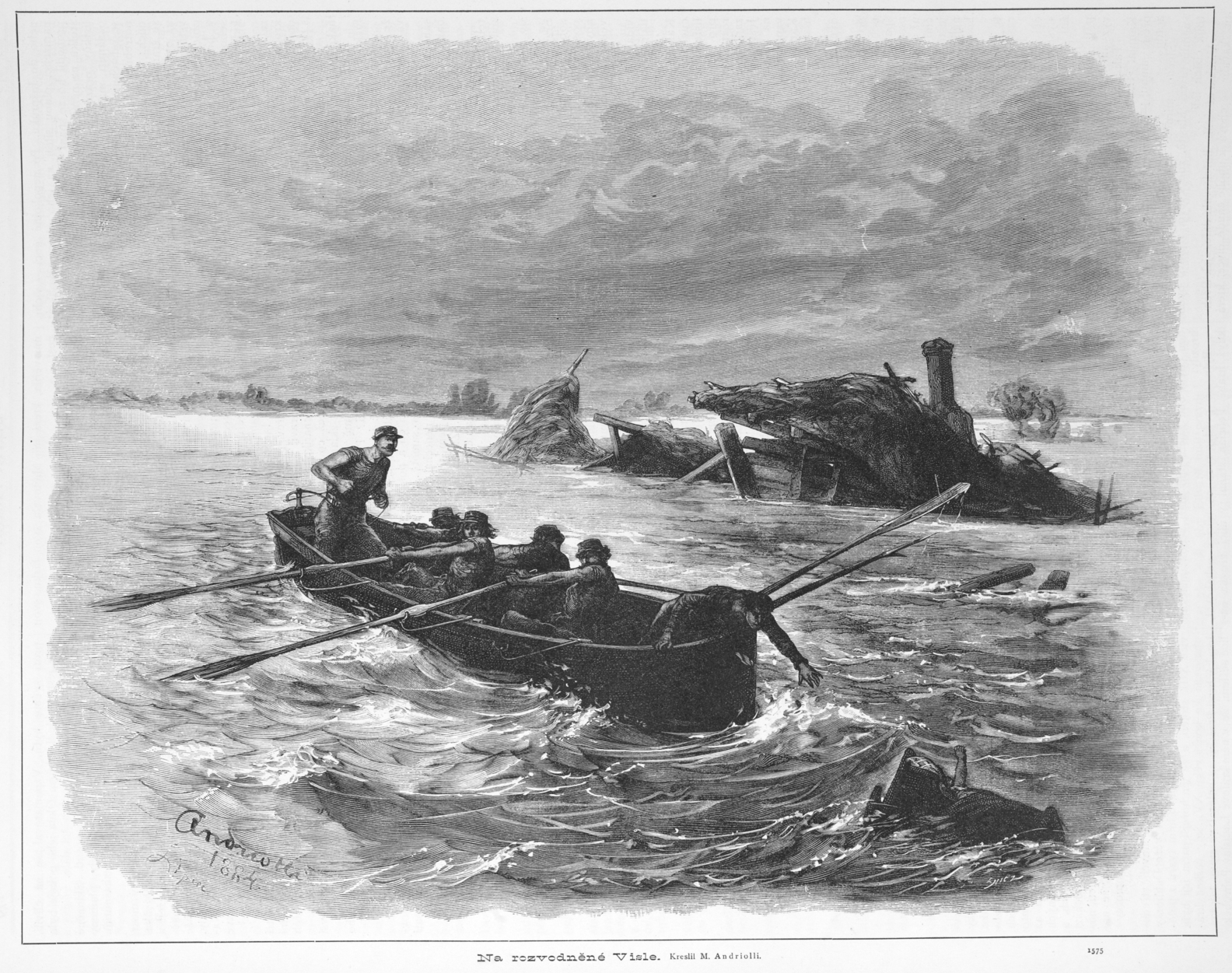
Powódź na Wiśle w 1813

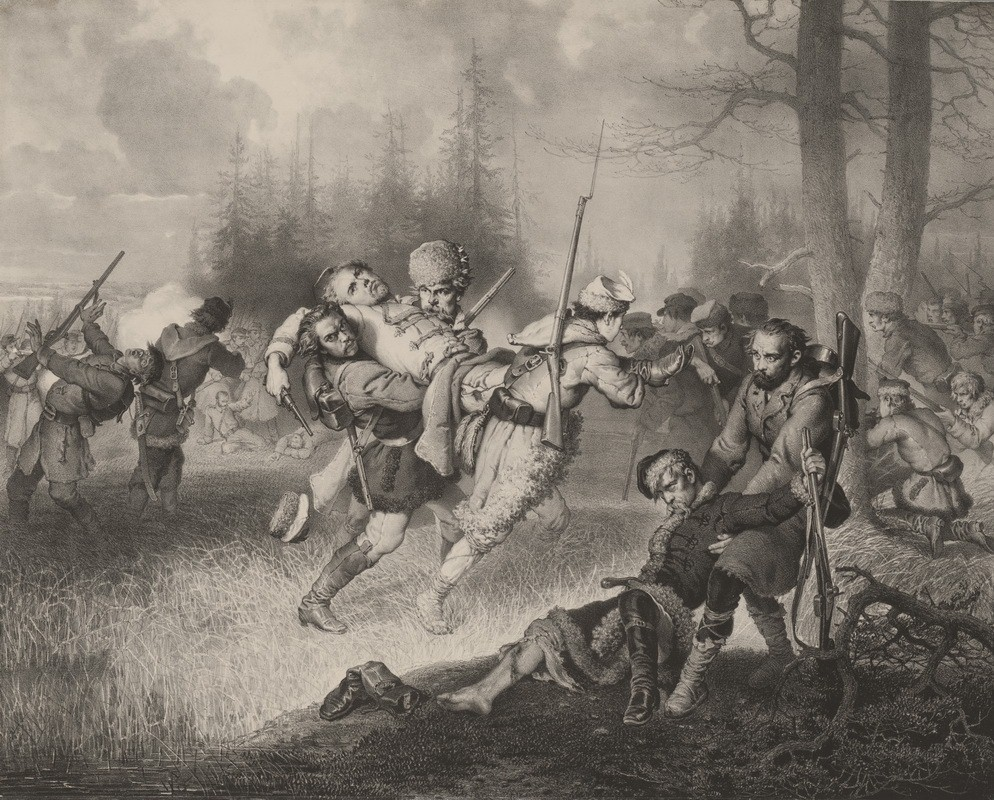
Śmierć Ludwika Narbutta w Dubiczach (litografia,1864–1865)

## Ilustracje w wydaniach utworów[25]
Władysław Bełza
Kobieta w poezji polskiej, 1885
Antologia polska, 1887
Ignacy Chodźko
Pamiętniki kwestarza, 1881
James Fenimore Cooper
Le Dernier des Mohicans, 1884
L’Espion, 1884
Les Pionniers, 1885
La Prairie, 1885
Deotyma (Jadwiga Łuszczewska)
Branki w jasyrze, 1889
Eryk Jachowicz
Ilustrowany przewodnik po Warszawie, 1893
Józef Ignacy Kraszewski
Stara baśń, 1879
Witolorauda, 1879
Dwa światy, 1881
Powieść bez tytułu, 1881
Chata za wsią, 1881
Kunigas, 1882
Bajeczki, 1882
Antoni Malczewski
Marya, 1876
Adam Mickiewicz
Pan Tadeusz, 1882
Konrad Wallenrod, 1883
Ballady i romanse, sonety, sonety krymskie i pomniejsze poezje, 1891
Pani Twardowska
Lilie
Czaty
Ludwik Niemojowski
Obrazki Syberii, 1875
Eliza Orzeszkowa
Meir Ezofowicz, 1879
Niziny, 1885
Dziurdziowie
Adam Pług
Bakałarze, 1875
Duch i krew, 1875
Sroczka, 1875
Trzy legendy z dawnych lat, 1889
Henryk Rzewuski
Les récits d’un vieux gentilhomme polonais, 1865
Votum, 1875
Pamiątki starego szlachcica litewskiego, 1884
William Szekspir
Romeo et Juliette, 1886
Juliusz Słowacki
Lilla Weneda, 1883
Balladyna
W Szwajcarii
Władysław Syrokomla
Święty Franciszek z Asyżu, 1857
Urodzony Jan Dęboróg, 1880
Kazimierz Władysław Wóycicki
Klechdy. Starożytne podania i powieści ludowe, 1876

## Czasopisma publikujące ilustracje Andriollego[25]
Czasopisma w języku polskim
Tygodnik Ilustrowany
Kłosy
Tygodnik Powszechny
Biesiada Literacka
Wieniec
Czasopisma w języku francuskim
La Chasse illustrée
Le Monde illustré
Le Figaro illustré
Czasopisma w języku włoskim
L’Illustrazione Italiana
Czasopisma w języku angielskim
The Graphic

## Malarstwo Andriollego[25]
GwaszWalka powstańcza (Scena z powstania 1863 roku), 1889, Muzeum Narodowe w Krakowie.
Skąd Litwini wracali?..., 1892, Muzeum Narodowe w Warszawie.
Malarstwo olejneŚwięty Jan Apostoł, 1868–1871, Muzeum im. Wiktora i Apolinarego Wasniecowych w Kirowie, Rosja.
Pejzaż morski, 1868–1871, Muzeum im. Wiktora i Apolinarego Wasniecowych w Kirowie, Rosja.
Elena Karłowna Lichanowa, 1868–1871, zbiory Alberta Lichanowa, Moskwa, Rosja.
Bogurodzica z dzieciątkiem, 1870, Muzeum Krajoznawcze w Słobodskoj, Rosja.
Portret kobiety, 1874, Muzeum im. Wiktora i Apolinarego Wasniecowych w Kirowie, Rosja.

## Upamiętnienie
22 lutego 1980 w Warszawie jednej z ulic na terenie obecnej dzielnicy Bemowo zostało nadanie imię Michała Elwira Andriollego. Także jedna z ulic w Otwocku i Nałęczowie nosi imię Michała Elwira Andriollego.